# Presidente de Angola
Angola, desde sua independência em 1975, é governada por presidentes, cujo cargo acumula duas funções: as de chefe de Estado e de chefe de governo. O presidente tinha a faculdade de designar o primeiro-ministro e delegar nele poderes normalmente exercidos pelo presidente.
Com a aprovação da Constituição de 2010, foi extinto o cargo de Primeiro-Ministro, e criado o cargo de Vice-Presidente. O presidente passou a ser eleito nas eleições parlamentares, sendo o cabeça de lista do partido mais votado. Após esta aprovação o Presidente passou a formalmente acumular também a função de comandante em chefe das forças armadas.
O primeiro presidente, Agostinho Neto, governou desde a independência até à sua morte, de 1975 a 1979, quando Lúcio Lara interinamente o sucedeu até a eleição de José Eduardo dos Santos.
Durante o governo de José Eduardo dos Santos, Angola tornou-se uma democracia multipartidária. As primeiras eleições multipartidárias remontam a 1992, quando o presidente foi reeleito com 49% dos votos. O seu oponente, Jonas Savimbi da UNITA, alegou que as eleições foram fraudulentas.
Em 2017 José Eduardo dos Santos foi sucedido por João Lourenço para um mandato constitucional de cinco anos, sendo este reeleito e empossado para mais um mandato constitucional de cinco anos em 2022.